# Eucelatoria cora
Eucelatoria cora là một loài ruồi trong họ Tachinidae.